# Stelis sarcopetala
Stelis sarcopetala är en orkidéart som först beskrevs av João Barbosa Rodrigues, och fick sitt nu gällande namn av Alec M. Pridgeon och Mark W. Chase. Stelis sarcopetala ingår i släktet Stelis och familjen orkidéer. Inga underarter finns listade i Catalogue of Life.